# Glevum
Glevum war eine römische Stadt in der Provinz Britannia (Britannien), an der Stelle der heutigen Stadt Gloucester in der Grafschaft Gloucestershire in England. Glevum hatte den Status einer Colonia. Ihr voller Name lautete Colonia Nervia Glevensium. Wie der Name besagt, wurde die Stadt unter Nerva (96–98) zur Kolonie erhoben.

## Geschichte
Im Gebiet der späteren Stadt wurde um 49 n. Chr. ein Legionslager errichtet. Es ist umstritten, welche Legion dort stationiert war. Ab 67 n. Chr. wurde ein neues Lager etwas südlich erbaut. Dieses nahm eine Fläche von 17,4 Hektar ein. Nachdem die Legion abgezogen war, wurde der Ort zu einer Kolonie erhoben.
Der Plan des Lagers wurde beibehalten, die Mauern zu Stadtmauern umfunktioniert. Die alten Principia in der Mitte der Stadt wurden zu einem Forum mit einer Basilika umgebaut. Weitere öffentliche Bauten konnten bisher nicht mit Sicherheit lokalisiert werden. Im Norden der Stadt fand sich jedoch eine Kolonnade, die zu einem größeren Gebäude gehört haben muss.
Im Laufe des zweiten Jahrhunderts wurden die Militärbaracken aus Holz durch Steinbauten ersetzt. Im Westen der Stadt konnte ein großes Peristylhaus ausgegraben werden. Im Stadtgebiet fanden sich bisher 41 Mosaiken. Die meisten von ihnen mit geometrischen Mustern dekoriert.
Am Ende des zweiten Jahrhunderts wurde die Stadtmauer ausgebaut, vor allem wurden nun an der Mauerinnenseite Türme angebracht. Außerhalb der Stadtmauern gab es umfangreiche Vorstädte. Vor allem im Norden gab es einige bedeutende Bauten. Dieser Stadtteil mag auf die alten Canabae zurückgehen.
Es gibt Belege, dass der Ort ohne Unterbrechung bis in das fünfte Jahrhundert bewohnt war. Im Jahr 577 soll die Stadt in der Schlacht von Deorham erobert worden sein.